# Kåtabergstjärnen
Kåtabergstjärnen är en sjö i Överkalix kommun i Norrbotten och ingår i Kalixälvens huvudavrinningsområde. Sjön har en area på 0,0383 kvadratkilometer och ligger 86,2 meter över havet.

## Delavrinningsområde
Kåtabergstjärnen ingår i det delavrinningsområde (740227-178792) som SMHI kallar för Utloppet av Yttre Lansjärv. Medelhöjden är 119 meter över havet och ytan är 60,81 kvadratkilometer. Räknas de 57 avrinningsområdena uppströms in blir den ackumulerade arean 1 340,86 kvadratkilometer. Tvärån (Lansån) som avvattnar avrinningsområdet har biflödesordning 3, vilket innebär att vattnet flödar genom totalt 3 vattendrag innan det når havet efter 114 kilometer. Avrinningsområdet består mestadels av skog (78 procent). Avrinningsområdet har 4,74 kvadratkilometer vattenytor vilket ger det en sjöprocent på 7,8 procent.